# Veliki plijenor
Veliki plijenor (lat. Gavia immer) je vodena ptica selica koja pripada plijenorima.

## Opis
Odrasli su dugi 61-100 centimetara u dužinu, s rasponom krila sa 122-152 centimetra. Malo je raspon krila manji nego kod žutokljunog plijenora, kojemu je dosta sličan. Težina mu varira 1.6-8 kilograma. U prosjeku veliki plijenor je dug 81 centimetar, ima raspon krila od 136 centimetara, a težak je oko 4.1 kilograma. 
Gnijezdeći odrasli imaju crnu glavu, bijele donje dijelove i karirani crno-bijeli plašt. Izvan sezone parenja, perje je smeđe, s bijelom bradom i prednjim dijelom vrata. Kljun je crno-plave boje. Boja kljuna bitna je razlika između njega i žutokljunog plijenora.

## Rasprostranjenost i stanište
Veliki plijenor gnijezdi se u Kanadi, sjevernim dijelovima SAD-a, Grenlandu i Aljaski. Manja populacija (oko 3.000 parova) nalazi se na Islandu. Na izoliranim mjestima gnijezdi se i na krajnjem sjeveru Škotske. Ženka izlegne 1-3 jaja na izdubljenim nasipima od prljavštine i raslinja neposredno blizu vode. Oba roditelja grade gnijezdo, inkubiraju jaja i hrane mlade. 
Veliki plijenor prezimljava na moru ili na obalama velikih jezera preko šireg raspona Europe i Britanskog otočja, kao i u Sjevernoj Americi. Nacionalna je ptica države Ontario (Kanada).

## Ponašanje
Specijalizirao se za riblju prehranu. Lovi plijen podvodno, roneći do 60 metara dubine. Slatkovodna ishrana sastoji se od sljedećih riba: štuka, smuđ, bucnjevi, pastrvke i bas, a slanovodna se sastoji od: iverke, potočne pastrve i haringe. 
Izvrsno je prilagođen životu u vodi. Kosti mu pomažu da lakše zaroni, a položaj nogu i dugo tijelo mu također olakšavaju plivanje. Čak i dugi kljun mu pomaže u podvodnoj aerodinamičnosti.
Kao i svi plijenori, ima dugo tijelo i kratak vrat, te su mu noge smještene iza sredine tijela, zbog čega nije sposoban normalno hodati na kopnu. Ne može stajati uspravno dulje vrijeme, nego se pritom naslanja na prsa. Nogama ne može hodati, nego se kreće kratkim, žabolikim skokovima koji su vrlo naporni i omogućuju prelaženje samo kratkih razdaljina. 

## Vanjske poveznice
|  | Zajednički poslužitelj ima stranicu o temi Gavia immer    |
|  | Zajednički poslužitelj ima još gradiva o temi Gavia immer |
|  | Wikivrste imaju podatke o taksonu Gavia immer             |